# 데이비드 퍼듀

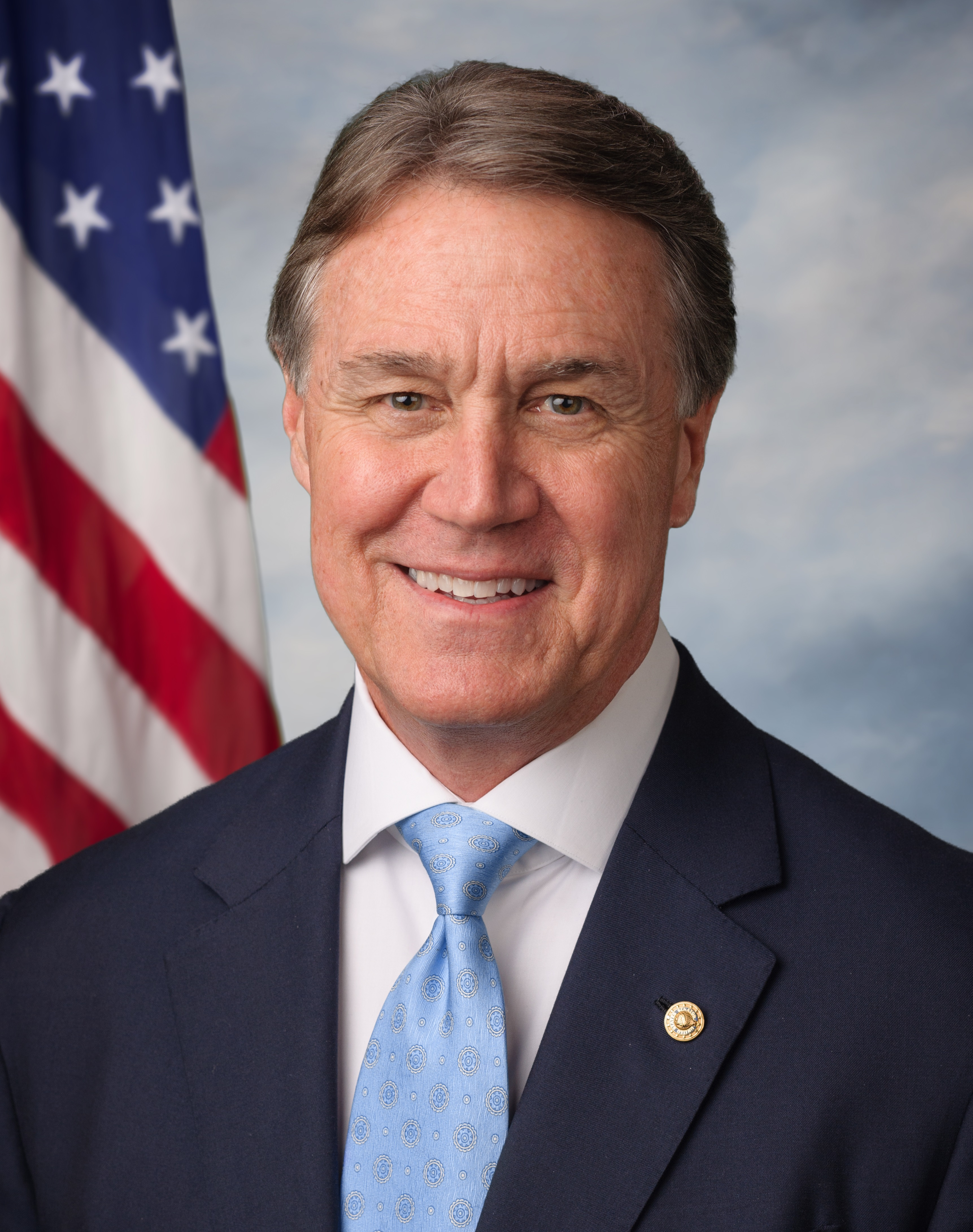
데이비드 퍼듀

데이비드 앨프리드 퍼듀 주니어(영어: David Alfred Perdue Jr., 1949년 12월 10일~)는 미국의 정치인으로, 소속 정당은 공화당이다. 조지아주 메이컨 출신이다.
1972년 조지아 공과대학교로부터 산업공학 학사 학위를 받았으며 1975년에는 조지아 공과대학교로부터 운용 과학 박사 학위를 받았다. 2015년 1월 3일부터 현재까지 미국 상원 조지아주 대표 의원을 역임하고 있다.

## 역대 선거 결과
| 선거명      | 직책명                  | 대수  | 정당   | 1차 득표율 | 1차 득표수  | 2차 득표율 | 2차 득표수  | 결과 | 당락                   |
| ----------- | ----------------------- | ----- | ------ | ---------- | ----------- | ---------- | ----------- | ---- | ---------------------- |
| 2014년 선거 | 상원의원 (조지아 제2부) | 114대 | 공화당 | 52.89%     | 1,358,088표 |            |             | 1위  | 조지아주 상원의원 당선 |
| 2020년 선거 | 상원의원 (조지아 제2부) | 117대 | 공화당 | 49.73%     | 2,462,617표 | 49.38%     | 2,214,979표 | 2위  | 낙선                   |